# Cesare Merzagora
Cesare Merzagora (Milan, 9 novembre 1898 - Rome, 1er mai 1991) est un homme d'État et banquier italien, président du Sénat de la République entre 1953 et 1967.

## Biographie
Laïque et libéral, il a été l'expression de la grande bourgeoisie et des industriels du Nord dans la politique italienne. Avant d'entrer au gouvernement en 1947, il fut banquier international et administrateur des sociétés.
Ministre du Commerce extérieur de 1947 à 1949 dans le 3e, 4e et 5e gouvernement de Alcide De Gasperi. Élu sénateur en 1948 comme indépendant de la Démocratie chrétienne (Dc), ensuite constamment réélu. Il fut nommé sénateur à vie en 1963 par le président de la République Antonio Segni. Il fut président du Sénat du 25 juin 1953 au 7 novembre 1967, pendant toute la IIe et la IIIe législature et pour presque toute la IVe législature.
Candidat de la Démocratie chrétienne à la présidence de la République en 1955, il ne fut élu par le parlement à cause d'un accord transversal entre une partie de la DC, les partis de droite et les partis de gauche qui conduisit à l'élection inopinée de Giovanni Gronchi. Il fut président de la République par intérim lors de la maladie de Antonio Segni, du 10 août au 29 décembre 1964.
En juin 1964 Merzagora, alors président du Sénat, pensa qu'il était temps pour un nouveau type de gouvernement, libre de « conditionnement oppressive des partis et de leurs élites ». Que ce projet aurait ses chances de succès a été confirmée indirectement par la campagne de démolition qui a frappé Merzagora dans le mois suivant. Il fut décrit, entre autres, comme le préconisateur d'un « coup d'État » et comme « gaulliste ». En 1967, il fut contraint de démissionner de la présidence du Sénat à cause des protestations du Parti communiste italien, outré par ses déclarations sur la dégénérescence du système politique. Cesare Merzagora, comme le général de Gaulle, était en effet convaincu que le « système des partis » était un facteur de corruption de la politique nationale et qu'il empêchait le pays de réaliser son extraordinaire potentiel.
Président des Assicurazioni Generali de 1968 à 1979, il en fut ensuite le président d'honneur.
Il a été aussi pour quelque temps président de la Banca Popolare di Milano et de Montedison.